# ゲシュタルト崩壊 (アルバム)
『ゲシュタルト崩壊』（ゲシュタルトほうかい）は、Plastic Treeの通算7枚目のベスト・アルバム。2009年8月26日発売。発売元はユニバーサルJ。

## 概要
7thアルバム『シャンデリア』（2006年）から9thアルバム『ウツセミ』（2008年）までの楽曲から厳選された楽曲が収録されている。アルバムでアレンジされたシングル曲については、「Ghost」(#10)を除き、シングルバージョンで収録されている。初回限定盤、通常盤の2タイプ発売。初回限定盤にのみ、「Dolly (Music Video)(未発表Ver.)」、「梟 (Music Video)(プレミアムVer.)」、「回想、声はなく。 (Music Video)」を収録したDVD付。通常盤にのみ、「メルト」、「ヘイト・レッド、ディップ・イット」収録。

## 収録曲

### 通常盤
1. リプレイ [5:03]
  - 作詞・作曲：有村竜太朗
  - 26thシングル。
  - 名古屋テレビ『光る!スポーツ研究所』2008年8月度エンディングテーマ。
2. ザザ降り、ザザ鳴り。 [4:24]
  - 作詞・作曲：有村竜太朗
  - 8thオリジナルアルバム「ネガとポジ」収録曲。
3. うつせみ [5:28]
  - 作詞：有村竜太朗、作曲：長谷川正
  - 9thオリジナルアルバム「ウツセミ」収録曲。
4. Dummy Box [4:56]
  - 作詞・作曲：ナカヤマアキラ
  - 9thオリジナルアルバム「ウツセミ」収録曲。
5. 真っ赤な糸 [4:27]
  - 作詞：有村竜太朗、作曲：長谷川正
  - 24thシングル。
  - 日本テレビ系『音楽戦士 MUSIC FIGHTER』POWER PLAY。
6. 讃美歌 [5:06]
  - 作詞・作曲：有村竜太朗
  - 18thシングル。
7. テトリス [4:38]
  - 作詞・作曲：有村竜太朗
  - 9thオリジナルアルバム「ウツセミ」収録曲。
8. スピカ [5:10]
  - 作詞・作曲：有村竜太朗
  - 23rdシングル。
  - TBS系『徳光和夫の感動再会"逢いたい"』エンディングテーマ
9. アローンアゲイン、ワンダフルワールド [5:18]
  - 作詞・作曲：有村竜太朗
  - 25thシングル。
  - 日本テレビ『音燃え!』2008年4月度エンディングテーマ。
10. Ghost [4:53]
  - 作詞・作曲：ナカヤマアキラ
  - 20thシングル。7thオリジナルアルバム「シャンデリア」に収録されたバージョンで収録されている。
11. メルト [4:28]
  - 作詞・作曲：長谷川正
  - 9thオリジナルアルバム「ウツセミ」収録曲。通常盤のみに収録。
12. ヘイト・レッド、ディップ・イット [4:34]
  - 作詞・作曲：長谷川正
  - 7thオリジナルアルバム「シャンデリア」収録曲。通常盤のみに収録。
13. 記憶行き [6:12]
  - 作詞・作曲：有村竜太朗
  - 9thオリジナルアルバム「ウツセミ」収録曲。
14. アンドロメタモルフォーゼ [8:05]
  - 作詞・作曲：有村竜太朗
  - 8thオリジナルアルバム「ネガとポジ」収録曲。
15. 空中ブランコ [5:21]
  - 作詞：有村竜太朗、作曲：長谷川正
  - 21stシングル。

### 初回盤
CD
1. リプレイ [5:03]
2. ザザ降り、ザザ鳴り。 [4:24]
3. うつせみ [5:28]
4. Dummy Box [4:56]
5. 真っ赤な糸 [4:27]
6. 讃美歌 [5:06]
7. テトリス [4:38]
8. スピカ [5:10]
9. アローンアゲイン、ワンダフルワールド [5:18]
10. Ghost [4:53]
11. 記憶行き [6:12]
12. アンドロメタモルフォーゼ [8:05]
13. 空中ブランコ [5:21]

DVD
1. Dolly (Music Video)(未発表Ver.)
2. 梟 (Music Video)(プレミアムVer.)
3. 回想、声はなく。 (Music Video)